# Ліпновський повіт
Ліпновський повіт (пол. powiat lipnowski) — один з 19 земських повітів Куявсько-Поморського воєводства Польщі.
Утворений 1 січня 1999 року в результаті адміністративної реформи.

## Загальні дані
Повіт знаходиться у східній частині воєводства.
Адміністративний центр — місто Ліпно.
Станом на 1.01.2008 населення становить 66 063 осіб, площа 1015,73 км².

## Демографія
Демографічні дані повіту станом на 30.06.2005:
|       | Всього | Всього | Жінки  | Жінки | Чоловіки | Чоловіки |
| ----- | ------ | ------ | ------ | ----- | -------- | -------- |
|       | осіб   | %      | осіб   | %     | осіб     | %        |
| Повіт | 66 150 | 100    | 33 521 | 50,7  | 32 629   | 49,3     |
| Міста | 20 626 | 100    | 10 765 | 52,2  | 9861     | 47,8     |
| Села  | 45 524 | 100    | 22 756 | 50    | 22 768   | 50       |